# Osan
Osan (Osan-si; 오산시; 烏山市) è una città della provincia sudcoreana del Gyeonggi.
La prima battaglia terrestre fra esercito statunitense e nord coreane, nel quadro della guerra di Corea, ha luogo proprio nei pressi di Osan, il 4 luglio 1950.

## La battaglia di Osan
I primi di luglio del 1950 una task force di 400 soldadi di fanteria, appoggiati da batterie d'artiglieria, vennero trasportati a Osan. Gli ordini erano di ritardare l'avanzata delle forze nordcoreane e di permettere così agli statunitensi di portare più truppe a sud, con lo scopo di metter su una solida linea difensiva. Le truppe statunitensi mancavano di cannoni e di armamento anticarro; furono equipaggiate con bazooka obsoleti e con qualche cannone da 57 mm. Le truppe erano poco preparate e disponevano inoltre solo di un numero limitato di proiettili HEAT per obici M 101, le armi capaci di combattere i carri armati avversari T-34.
Durante il primo scontro fra i due eserciti a Osan il 5 luglio, una colonna di carri T-34/85 della Corea del Nord, di fabbricazione sovietica, sgominò la task force ed avanzò verso sud, rompendo le linee nemiche. I nordamericani ripostarono aprendo il fuoco, impedendo temporaneamente ai 5 000 soldati nordcoreani di avanzare. Finalmente la situazione venne sbloccata da una manovra di fianco dei nordcoreani, che provocò la ritirata disordinata di parte dell'esercito degli Stati Uniti.